# Jayavarman I
Jayavarman I (fl. VII secolo) è considerato da alcuni come il primo re dell'Impero Khmer che si sviluppò dal regno della Cambogia.
Governò approssimativamente dal 657 al 681. Durante il suo regno, e quello del suo predecessore Bhavavarman II, si consolidò il potere dei re Khmer nell'area precedentemente controllata dalla cultura Funan. Lo sfascio del regno di Chenla trova le sue cause nel regno di Jayavarman I. Il sovrano conquistò le regioni del Laos settentrionale e centrale senza però mai sottometterle completamente e durante il suo regno alcune regioni presero una certa autonomia per mano di signori locali. A lui successe la consorte Jayavida, che non seppe tener testa alle spinte autonomistiche. Jayavarman non lasciò eredi maschi e dopo un secolo dalla sua morte il regno di Chenla entrò in crisi fino allo sfascio.